# George Skakel
George Skakel (16. července 1892 Chicago – 3. října 1955 Union City v Oklahomě) byl americký podnikatel, zakladatel společnosti chemické společnosti Great Lakes Carbon Corporation, která je dnes součástí koncernu SGL Carbon. Je znám také jako otec Ethel Skakel, která byla manželkou Roberta Kennedyho a jeho vnukem je Michael C. Skakel, usvědčený vrah. Sám zahynul při leteckém neštěstí

## Filmový týdeník č. 34 1968
Z Újezdce u Přerova pochází selský rod Skácelů, s prvním zaznamenaným předkem Ondřejem (narozen 1778). Když jeho syn Jiří dostal podíl na gruntu v hodnotě 10.000 zlatých emigroval v roce 1830 do Ameriky, kde byl zakladatelem úspěšného podnikatelského rodu.
Jeho vnuk se již jmenoval Skakel (1892 – 1955) a byl otcem manželky senátora Roberta Kennedyho, Ethel.